# Darío Figueroa
Darío Damián Figueroa (* 13. Februar 1978 in San Rafael) ist ein ehemaliger argentinischer Fußballspieler.

## Karriere
Figueroa begann seine Profilaufbahn 1996 beim japanischen Erstligisten Yokohama Marinos. 1997 kehrte er nach Argentinien zurück. Hier spielte er bis 1998 für River Plate. Mit dem Verein wurde er 1997 argentinischer Meister. Von 1998 bis 2002 war er außerdem noch bei den Vereinen Quilmes AC, Club Atlético Aldosivi und Ferro Carril Oeste unter Vertrag. 2003 unterschrieb er einen Vertrag beim venezolanischen Erstligisten UA Maracaibo. Im Januar 2004 wurde er an den kolumbianischer Erstligisten Deportes Quindío ausgeliehen. Im Juli 2004 kehrte er zu Maracaibo zurück. Mit dem Verein wurde er 2004/05 kolumbianischer Meister. Für Maracaibo bestritt er 154 Erstligaspiele und schoss dabei 26 Tore. 2009 wechselte er zu FC Caracas. Mit dem Verein wurde er 2009/10 kolumbianischer Meister. 2010 wechselte er zu Deportivo La Guaira. 2011 wechselte er zu Zamora FC.  Mit dem Verein wurde er 2012/13 kolumbianischer Meister. 2013 beendete er seine Karriere als Fußballspieler.

## Erfolge
River Plate
- Argentinischer Meister: 1997

UA Maracaibo
- Kolumbianischer Meister: 2004/05

FC Caracas
- Kolumbianischer Meister: 2009/10

Zamora FC
- Kolumbianischer Meister: 2012/13